# 소니 빈

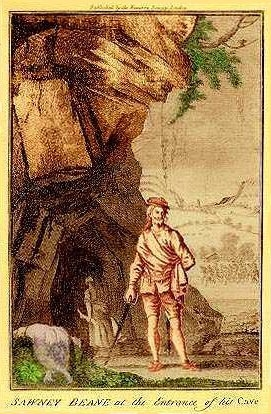

소니 빈(영어: Alexander "Sawney" Bean(e))은 15, 16세기 무렵 스코틀랜드에서 약 1000명이 넘는 사람들을 잡아먹은 죄로 처형당했다는 전설적 식인가족의 가장이다. 소니 빈 이야기는 런던의 악명높은 뉴게이트 교도소 범죄목록인 뉴게이트 캘린더에 나온다. 역사학자들은 소니 빈 이야기가 허구라고 믿고 있으나, 이야기는 입에서 입에서 세대에서 세대로 널리 퍼져 현재 스코틀랜드 에딘버러의 관광상품의 일부로 개발되었을 정도이다.

## 출생
소니 빈은 스코틀랜드인으로 에딘버러에서 동쪽으로 150킬로 떨어진 시골에서 태어났다. 부친은 울타리 설치나 하수구 쳐내는 일을 하고 있었다. 소니도 그 일을 거들고 있었지만, 그러한 일들이 성에 차지 않았다. 그는 나태하고, 교활했고, 난폭하며 반사회적인 성격이었다.

## 소니 빈의 식인 행각
만한 나이가 되자, 그는 곧바로 집을 나와, 자신의 방식으로 살아갈 것을 결정했다. 그는 자신과 비슷할 정도의 무책임하고 성악한 젊은 여자를 데리고 "홈" 을 만들기 위해 겔로웨이 해안으로 갔다.
그들의 "홈"은 조수가 나타나는, 바다에 접한 벼랑의 동굴이었다. 그곳은 깊고 구불구불한 통로가 수없이 뻗어있는 1마일이 넘는 거대한 동굴이었다.
입구로부터 조금만 안쪽으로 들어가도 완전한 어둠이었고. 이틀에 한 번꼴로 조수가 높아지면 동굴 입구로부터 수백 야드는 바닷물에 잠겨서 침입자를 거부했다. 이 어둡고 습기찬 구멍에, 그들은 "홈" 을 만들기로 결정했다. 완벽히 사람눈에 띄지 않는 은둔지로써 더할 나위 없는 곳이었다.
실제, 동굴은 집이라기보다는 차라리 둥지라고 하는 편이 알맞았다. 그리고 이 둥지에서 소니 빈은 4반세기에 걸친 공포의 시대를 만들어 냈던 것이다.
소니의 계획은, 강도짓을 해서 생활을 하는 것이었다. 가까운 마을을 이어주는, 인기척 없는 좁은 길에서 여행자를 노리는 것이다. 어려운 것은 아니었다. 결코 말이 나지 않도록 소니는 반드시 희생자를 죽였다.
빈은 마을이나 가게, 시장에서 식량을 사기 위한 돈이 필요했다. 보석, 시계, 옷가지 외에 돈이 될 것 같은 것은 가리지 않고 탈취했지만, 단서가 잡힐 것 같은 물건들을 처분하는 요령을 몰랐다.
이러한 물건들은 환금할 수 없는 재산으로서 동굴 안에 쌓이고, 파묻히고 있었다. 머지않아서 물건들은 점점 늘어갔다. 강도와 살인으로부터 뺏은 돈으로는, 충분히 생활할 수 없었다. 스코틀랜드의 시골 사람들은 고액의 현금을 지니고 다니는 습관이 없었던 것이다. 어떻게 충분한 식량을 조달할지가 문제였다.

죽인 희생자들로부터 빼앗은 물건들을 섣불리 판다는 것은, 교수대로 직행할 위험성을 안고 있었다. ···거기서 그는 간단한 해결책을 생각해냈다. 왜, 죽인 사람들의 몸뚱이를 쓸데없이 하고있지? 왜 그것들을 먹지 않는 건가?
빈과 그 아내는 조속히 착수했다. 매복하고 덮친 후, 해안의 길에서 동굴로 희생자의 신체를 질질 끌고갔다. 스코틀랜드 암반동굴속 깊이, 소기름 촛불 파릇한 빛 아래서, 그들은 희생자의 내장을 끄집어 내고 잘랐다. 사지와 살은 말리고 소금에 절였다. 그리고 인육을 보존하는 별도의 동굴 벽에 고리를 사용해 걸어두었다.
실로 20년간, 그것은 계속되었다. 뼈는 동굴의 다른 장소에 쌓여졌다.
당연히, 사람들이 없어지는 일들이 지역사회에 극도의 불안과 경계심을 일으키고 있었다. 연속해서 일어나는 실종사건은, 마을사람들에게 시골길을 혼자서 걷는 것을 피하게 했다.
희생자 및 살인자를 수색하는 데 모든 방법을 동원해서 노력했지만, 소니는 결코 발견되지 않았다. 동굴은 수색하기에 너무 깊었고, 이틀에 한번씩 바닷물로 범람하는 동굴속에 사람이 들어가 살것이라고는 꿈에도 생각하지 않았다. 또 누가 행방불명된 사람들이 실제 먹히고 있다고는 도저히 상상도 하지 못했다.
동굴속 두사람의 생활은 그 패턴에 안주했다. 그의 아내는 동굴 안에서 자식을 낳기 시작했다. 가족은 결코 동굴안에서 두문불출하고 있지 않았다. 식량 문제가 어느정도 해결되었으므로, 다른 것을 사는데 훔친 물건들을 사용할 수 있을지도 모른다. 가끔 물건을 사러 가까운 마을에 갔을 때 신중하게 조심하면서, 그것을 시험할 수가 있었다. 눈에 띄지 않는, 흔히 볼 수 있는 것만을 가져갔기 때문에, 별로 의심을 사지 않았다.
빈 일가의 아이들은, 동굴앞의 황폐한 물가에서, 대낮의 밝은 빛 아래서 티없이 뛰어놀고, 아버지와 어머니가 침입자를 지키는 동안 신체를 단련했다. 반드시 식량을 마련하기위한 체력을 갖추기 위해서였고, 살해 및 식인은 습관이 되었다. 그것은 살아 남기 때문이기도 했고 그들에게 있어서는 정상적인 일이었다.
이러한 이상한 상황하에서 그들은 14명의 자식을 낳았다. 그리고 차례차례로 성장한 아이들은, 근친상간에 의해 8명의 손자와 14명의 손녀를 낳았다. 그처럼 해서 빈은 일족을 존속시키고 늘리어 갔다. 일족들끼리는 먹는 일이 없었다.
놀랄 만한 일은, 매우 많은 아이들, 또 젊은이들이 동굴 근처를 이리저리 어슬렁거리고 있었음에도 불구하고, 아무도 이 기묘한 현상을 알아차리지 못하고, 조사하려고도 하지 않았던 것이다. 가끔 그럴 만한 기회는 있었으나···너무 가까이 접근한 탓으로, 죽임을 당해 먹혀 버렸다. 빈 일가의 아이들은 다른 인간이 음식물로써 끌려오는 것을 의문으로 생각하지 않았다.
조금 큰 아이들은, 전혀 교육을 받고 있지 않았다. 원시적인 말투와 살인, 그리고 식인 요리에 대한 기술을 제외하고는 그것들은 굶주림과 욕구를 채우려는, 자급 자족하는 집단으로만 나아갔다. 아이들은 커지자 유괴와 살인에 참가하게 되었고, 빈 일가는 무서운 규모로 확대해 갔다. 살인과 유괴는 경험이 쌓여감에 따라 그 기술이 세련 되어 갔다.
먹는 입의 증가에도 불구하고, 인육이 부족되는 일은 없었다. 너무 많아서 소금절이하고도 남아서 썩어 가는 부분은 버리지 않으면 안되었다. 이와 같은 일로 가끔 동굴에서 멀지 않은 마을에 썩은 인간의 잔해가 해안가로 밀려오는 일이 생겼다.
기분 나쁜 유물은 절단 된 사지 및 마른 고기덩어리 부분으로, 출처를 특정할 수 없었다. 또, 언제 죽었는지를 추측하는 것도 불가능했다. 그러나, 당국에 의해, 행방불명자의 리스트와 그것들과의 관계가 곧바로 연관지어지게 되었다.
당국은 사건에 관련된 정보 수집에 착수했다. 행방불명자와 사지 절단은 연관지을 수 있지만···그러나, 소금절이로 된 인간의 고기는 아득하게 불길한 뭔가를 암시하고만 있었을 뿐이었다.
행방불명자의 행적을 더듬어, 살인자를 색출하려는 수사당국의 초조한 노력들은, 마지막으로 희생자들을 만났을 뿐인 무고한 사람들의 불운한 체포 및 사형으로 귀착했다. 빈 일가는 의심받지도, 발견되지도 않고, 동굴 안에서 안전하게 살고 있었다.
수년이 경과되어 가족들은 나이를 먹고 커져서, 그리고 다시 굶주리고 있었다. 유괴 살인 계획은 한층 더 대담하게 조직되었다. 그것은 혈거인으로서 살아가기 위한 병참대(兵站隊)였다.
때로는 6명이서, 많게는 남녀 합해 그 배의 식구로 매복, 살인을 했다. 그 고기는, 다른 여자들이 기다리는 동굴의 식료품 창고로 끌고 갔다.
그들의 공격으로부터 누구 한 사람 도망친 일이 없었던 것은 언뜻 보기에 매우 기묘하게 생각된다. 그러나, 소니 통솔하의 일련의 작전(?)은 군대 그것이었다. 길 양쪽 은폐물에 가드 부대가 퇴로를 차단하고, 공격 중심부대가 사냥감을 무너뜨린다.
이 방법은 유효했다. 생존자는 없었다. 이러한 대학살의 범인들을 찾아내기 위해 대대적인 수색이 행해졌지만, 아무도 그 깊은 동굴을 탐색하려고는 생각못하고 지나쳐 버렸다.

## 발각되기까지
그러나 그러한 상황은 언제까지나 그렇게 계속되지 않았다. 역시 실패는 있었다. 단 하나의 실패가 빈 일가를 사회의 격노와 복수심을 불러 일으켰다. 실패는 단순한 것이었다. 놀랄 일은, 이런일이 지금까지 일어나지 않았다는 것이다.
25년 만에 처음으로, 판단 착오와 타이밍의 어긋남으로 인해 빈 일가는 자신들보다 많은 수의 집단을 상대하게 된 것이었다. 그것은 빈 일가 종족의 존속과 멸종에 있어 결정타가 된 사건이었다.
그것은 이렇게 해서 일어났다. 어느날 밤, 빈 일가는 가까운 시장으로부터 말을 타고 돌아가는 부부를 공격했다. 우선 여자를 잡고 남자를 말에서 끌어 내리려고 다투고 있는 사이, 여자를 알몸으로 만들고, 배를 갈라 내장을 끌어내어, 동굴쪽으로 끌고 갈 준비를 갖추었다.
남편은 순식간의 잔학행위에 정신이 반쯤 나간 상태에서 무자비한 악마들이 수가 많은 것을 보고도, 절망한 나머지 필사적으로 대항했다. 빈 일가의 몇 사람인가가 쓰러졌다.
그러나 마지막으로는 중과부적으로 그도 똑같이 죽임을 당할 수밖에 없었을 처지가 되었다. 하지만 그렇게는 안 되었다.
같은 시장으로부터 돌아가는 20명이 넘는 집단이 예기치 않게 그곳에 도착했던 것이다. 단시간의 맹렬한 사투 끝에 소니 일가는 싸움을 방기하고 절단한 여성의 시체는 남겨둔 채, 당황하며 쥐새끼같은 꼴들을 하고 동굴로 돌아왔다. 그것은 빈 일가의 전술과 방침에 있어서 처음이자 마지막의 중대한 실패였다.
소니들의 습격으로부터 살아서 빠져나온 기록상의 단 한 사람이 된 그 남자는, 그의 참혹한 체험에 대해 진술하기 위해서, 글래스고우의 최고 행정관에게 출두 했다. 장관이 오랜 세월 기다리던 증거는 놀라 자빠질 만한 충격적인 것이었다.
행방불명자의 리스트는 최종 페이지에 이르를 정도였고, 소니와 그 일족들은 분명히 겔로웨이 지구 부근에 살고 있는 것과, 발견된 것은 그들이 식인종인 것을 시사하고 있었다. 증거가 필요하면 여성의 시체와 그 내장이 들어 내어진 현장이 증명한다.
문제가 극히 중요했었기 때문에 최고 행정관은 영주에게 직접 보고하고 영주는 곧바로 그 중대함을 인식했다. 영주는 무장한 400명의 작은 군대와 다수의 수색견과 함께 겔로웨이로 향했을 때, 소니 빈은 위기에 노출되었다.
영주, 그리고 장교 및 수행원 일동과 지역 사람들에 의해, 역사상 가장 큰 수색 중의 하나가 개시되었다. 그들은 겔로웨이 지방 및 해안 전체를 조사했지만, 아무것도 발견되지 않았다.
그러나 해안의 수색이 개들을 따라 바닷물이 차올라 있는 동굴을 지나려고 했을 때, 개들은 죽음과 부패의 희미한 냄새를 맡아내고 짖어대기 시작했다. 수색대는 바닷물을 헤치고 어두운 동굴속으로 들어갔다.
바야흐로 그곳이 문제의 장소인 것처럼 보였다. 추적자는 놓치지 않았다. 그곳에는 오랫동안 살인을 양식으로 삼고 있던 가공할 무리들의 행위에 의한 냄새가 배여있는 것을 느꼈다.
기름횃불과 창과 검을 빼들고 그들은 동굴의 좁아진 통로를 따라, 조심조심 일정한 간격을 유지하면서 앞으로 나아갔다. 이윽고 그들은 식인족 소니 빈의 행동 거점이고 "홈" 인 안쪽 깊은 동굴의 종점, 죽음의 집에 간신히 도착했다.
전율할 광경이 눈에 들어왔다. 동굴의 습기찬 벽에는 인간의 사지 및 몸통, 남녀의 신체 조각들이 정육점의 냉장고와 같이 열을 지어 고리에 걸려 있었다. 다른 곳에는 시계, 반지, 보석 등을 포함한, 의류와 귀중품을 모아 둔 것을 찾아내고, 인접한 동굴방에는 25년에 걸쳐서 쌓여진 수많은 뼈들이 차 있었다.
빈 일가의 가족 전원 48명은 모두 거기에 있었다. 그들은 틈을 엿보고 있었다. 400명의 젊고 강한 병사들이 압박해 오자, 그들은 잠시 대항했다. 그러나 빈 일가들에게 문자 대로 도망갈 길은 없었다. 동굴의 출구는 무장한 사람들에게 차단되었고, 그들은 포박당했다.

## 소니 빈의 최후
영주와 일행은 그들을 끌고 에딘버러로 향해 행진했다.
소니 일가와 같은 식인족은, 교양 있는 재판관과 배심원에 있어서 그들은 존재가치를 따질 무리가 아니었다.
원래 부모인 두 명과 26명의 남자와 20명의 여자 죄수들 모두는, 동굴의 혈거자로써 태어나 어릴 적부터 인간의 고기로 자랐고, 강도와 살인이 정상적인 생활 습성이었다. 이 스코틀랜드의 불쾌한 근친상간의 결과물인 식인 일족에게로의 자비는 있을 수 없었고, 어떠한 정의에 준하는 재판도 없었다.
빈 일가는 남녀 모두에게는 별도의 법제를 적용해 사형을 선고하였다. 왜냐하면 그들의 죄가 세대를 넘어 정상적인 법과 증거와 사법과는 배제되어야 할, 악명 높고 또한 불쾌했기 때문이었다.
그들은 사회의 너무나 큰 적이었고, 소니 빈 가족에서 가장 나이어리고 순진한 어린아이에게 마저 그에 상응하는 권리는 없었다.
다음 날, 전원의 사형이 집행되었다. 그들이 희생자들을 잘게 자른 것처럼 남자들은 잘게 잘려졌다. 산 채로 팔과 다리가 절단 되었다. 또 여자들은 남자들이 출혈로 죽어 가는 것을 보면서, 마녀처형과 같이 장작불로 태워졌다. 하지만 1살 난 여자아이만 살아 남았다. 그 여자 아이가 나이가 들자 죄를 자백하게 하고 사형시켜 죽였다. 이렇게 잔혹한 행위를 일삼던 소니 빈 일가는 그들이 피해자들에게 했던 것처럼 참혹하게 몰살당했다.
그러나 빈 일가는 누구 하나 후회의 빛을 나타내는 자는 없었다고 한다.